# Mélecey
Mélecey település Franciaországban, Haute-Saône megyében. Lakosainak száma 135 fő (2022. január 1.). Mélecey Fallon, Grammont, Les Magny, Villargent, Villers-la-Ville és Belles-Fontaines községekkel határos.

## Népesség
A település népességének változása:
| Lakosok száma | 154  | 154  | 152  | 144  | 139  | 137  | 135  | 132  | 135  |
|               | 2013 | 2015 | 2016 | 2017 | 2018 | 2019 | 2020 | 2021 | 2022 |